# Занет, Фёдор Иванович
Фёдор Иванович (Тодур) Занет (гаг. Todur Zanet, род. 14 июня 1958, с. Конгаз, Молдавская ССР) — гагаузский поэт, писатель, драматург, исследователь, фольклорист, журналист, публицист, переводчик. Автор Гагаузского Национального Гимна (22.07.1990).

## Биография
В 1975—1976 гг., после окончания средней школы № 1 села Конгаз, работал слесарем-сантехником.
В 1976—1981 гг. учился в Кишинёвском политехническом институте (в период учёбы работал дворником), затем работал мастером (1981—1983), секретарём комитета (1983—1986), прорабом (1986—1988). В 1987 г. окончил Университет марксизма-ленинизма при ЦК КП Молдавии.
В 1988—1994 и с 1999 года по сей день — главный редактор и издатель газеты «Ana Sözü», первой и единственной газеты на гагаузском языке. С 25.09.1993 года газета выходит на латинской графике.
Одновременно в 1986—1990 гг. — редактор теле- и радиопередач «Bucaan dalgasında», в 1991—1993 гг. — преподаватель Института искусств.
В 1991—1993 и 2001—2002 гг. издавал журнал для детей «Kırlangaç» («Ласточка»). Первым начал борьбу (1979, 1988—1993) за перевод гагаузской письменности на латинскую графику.
Член Союза журналистов СССР и Молдовы (1989), Союза писателей СССР и Молдовы (1990), Союза писателей тюркского мира (1992).

## Творчество
Автор текстов свыше 20 песен и более 10 поэтических сборников, прозы, детских и школьных книг, драматургии.
Опубликовал более 1000 статей в газетах и журналах; в программе «Bucaan dalgasında» вышло в эфир более 200 авторских программ.
Перевёл на гагаузский язык произведения М. Эминеску, Г. Виеру, И. Друцэ, Г. Георгица, А. Ахматовой, Л. Толстого, М. Лермонтова, А. Пушкина, М. Баджиева и др. Пьеса в стихах «Баязид» (Жана Рассин), переведённая на гагаузский язык и записанная на ТВ Молдовы, находится в золотом фонде Гостелерадио Молдовы.
Перевёл на гагаузский язык и опубликовал (17.12.1989) «Всеобщую декларацию прав человека».
Автор десяти научных статей. Являлся научным руководителем дипломных работ студентов Комратского государственного университета. Подготовил и в 2010 г. издал научный труд «Gagauzluk: Kultura, Ruh, Adetlär» по материальной и духовной культуре гагаузского народа, рекомендованный к изданию Институтом филологии Академии наук республики Молдова и Институтом фольклора Национальной Академии наук республики Азербайджан.

### Избранные сочинения
- Zamanêêrsın, evim! / Здравствуй, отчий дом! : стихи. — 1989, 1990.
- Карымӂалык: пеетлӓр / Муравейник: стихи. На гагаузском языке. Для дошкольного и младшего школьного возраста. — Кишинёв: Литература артистикэ, 1989. — 48 с. — ISBN 5-368-00845-7
- Böcecik / Божья коровка : азбука для детей. — 1991. (учебник для дошколят и начальных классов)
- Akardı batıya güneş / Стекало солнце на запад : стихи. — 1993.
- Gıcırdêêr kafamın çarkları / Скрипят шестерёнки мозгов : стихи. — 1993.
- Akar yıldız / Падающая звезда : сб. стихов. — 1998.
- Dramaturgiya / пьесы. — 2006.
- Onnar geldilär sabaalän / Они пришли перед рассветом : повесть. — 2008. (не издана)
- Ana Dilim / Родной язык : стихи. — Баку, 2010. (изд. на азерб. яз.; серия «Поэты тюркского мира»).

пьесы
- Aaçlık kurbannarı / Жертвы голодовки. — 1998.
  - // Viaţa Besarabiei. — 2006.  (рум.)
  -  — Турция, 2009.
- Büülü maaza / Волшебный погребок. — 2004[4].

песни
- Şen oynêêr gagauzlar
- Yaşa, halkım!
- Vatan
- Koy adımı…
- Sän Çadır, gözäl Çadır
- Sana sevdam
- Saurgun
- Af et[5]
- Zamanêêrsın, evim!
- KDU (Komrat Devlet Universitetın ofiţial gimnası)
- O gecä

## Награды и признание
- литературная премия журнала «BAY» (Писатели и просветители Балкан) (1998)
- медали Гагаузии (2000, 2009)
- Почётный гражданин Луисвилла (США, 2003)
- диплом международной выставки книг (2007) — за книгу «Dramaturgiya»
- орден Gloria Muncii (22.07.2010)[6]
- диплом Национальной библиотеки Молдовы (2010) — за книгу «Gagauzluk: Kultura, Ruh, Adetlär»
- литературная премия Союза писателей Молдовы за 2010 год (2011) в номинации «За международные культурные связи» — за книгу «Gagauzluk: Kultura, Ruh, Adetlär»
- литературная премия «Kibatek» в области поэзии (2013)[7]
- Орден Почёта (15.01.2025)[8]